# الجامع (السياني)

تعديل مصدري - تعديل

الجامع هي إحدى قرى عزلة وادي سير بمديرية السياني التابعة لمحافظة إب، بلغ تعداد سكانها 191 نسمة حسب تعداد اليمن لعام 2004.